# Claus Norreen
Claus Norreen (Charlottenlund, Dinamarca, 5 de junho de 1970) é um músico dinamarquês, ex-integrante do grupo pop dano-norueguês Aqua.